# Ibis d'Australie
Threskiornis spinicollis
Espèce
Statut de conservation UICN

 LC  : Préoccupation mineure

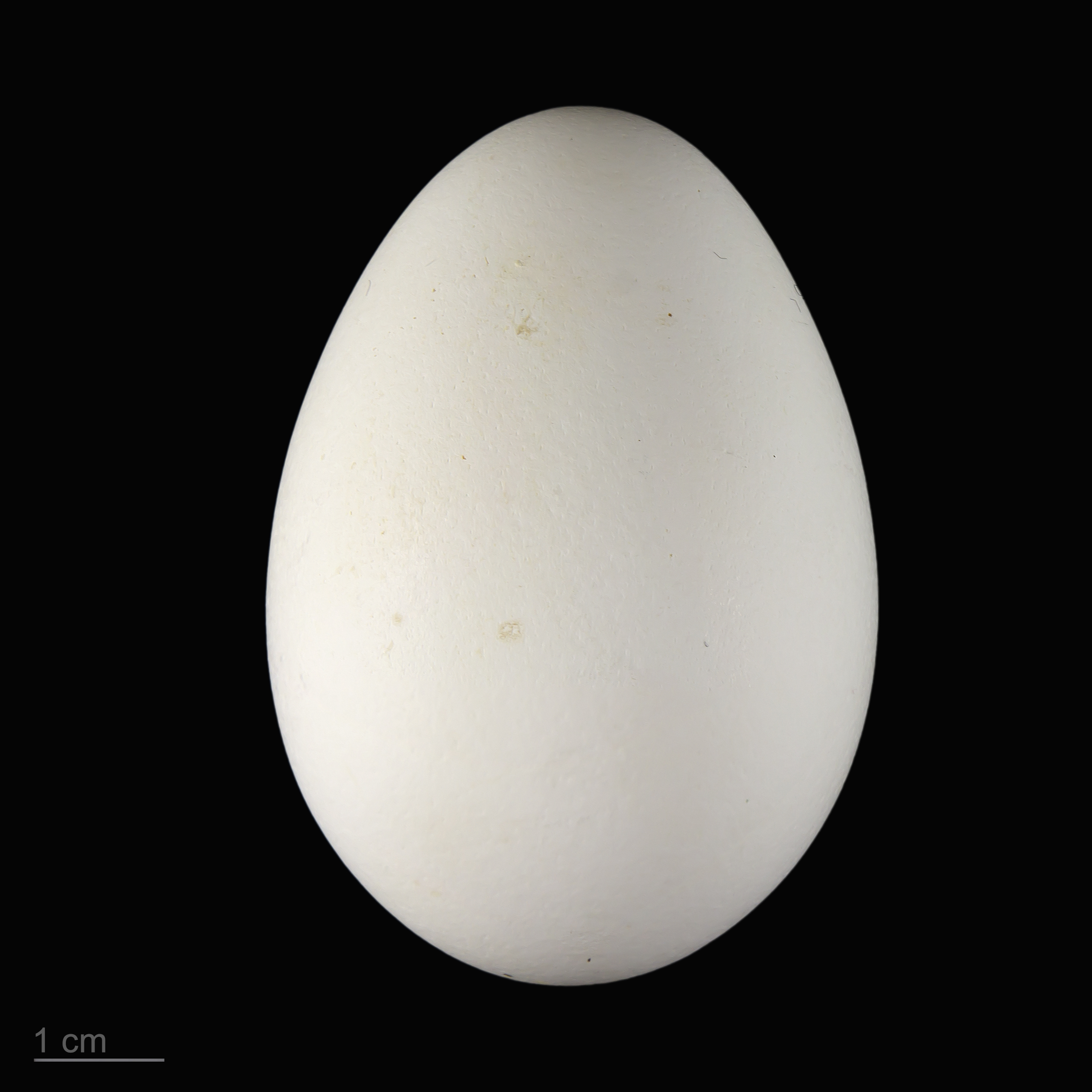
Threskiornis spinicollis - MHNT

L'Ibis d'Australie (Threskiornis spinicollis) ou Ibis à cou de paille est une espèce d'oiseaux de la famille des Threskiornithidae. Il est considéré comme animal utile car il se nourrit de sauterelles et de criquets.

## Description
Il mesure 75 cm de haut. Il a le dos et les ailes noirs avec des reflets verts. Une partie du cou, le ventre et la queue sont blancs. Le bec est noir. Les pattes sont noires avec une partie rose en haut.

## Distribution et habitat
On le trouve sur tout le continent australien, en Indonésie, Nouvelle-Guinée, sur l'île Norfolk, accidentellement en Tasmanie. Il vit dans les prairies et marais australiens mais il est moins dépendant de l'eau que les autres ibis. Il n'hésite pas à vivre près des villes.

## Mode de vie
Il vit en grandes bandes.

## Alimentation
Il se nourrit essentiellement d'insectes comme les sauterelles et de chenilles mais aussi de grenouilles, de petits reptiles ou mammifères. Il n'est pas charognard.

## Reproduction
Il construit des nids en radeau sur l'eau. Les couvées sont de deux à trois œufs. La durée d'incubation est de 25 jours. Les deux parents construisent le nid, couvent et nourrissent les petits.